# Banco de Desarrollo de África del Sur
El Banco de Desarrollo de África del Sur (DBSA por sus siglas en inglés) es una institución financiera de desarrollo propiedad del Estado sudafricano. El banco pretende «acelerar el desarrollo socioeconómico sostenible en la Comunidad de Desarrollo de África Austral (SADC por sus siglas en inglés) impulsando inversiones financieras y no financieras en los sectores de infraestructura social y económica». Su sede se encuentra en Midrand, que forma parte del municipio de Johannesburgo.

## Objetivos y mandato
El Banco de Desarrollo de África del Sur (región geográfica) es un banco de desarrollo de Sudáfrica (país) cuyo objetivo principal es promover el desarrollo y el crecimiento económicos,mejorar la calidad de vida de las personas y promover la integración regional (de mayor alcance que la integración económica) a través de infraestructura, finanzas y desarrollo.
El mandato del DBSA centra la política del banco en desempeñar un papel catalizador para la construcción de infraestructuras que contribuyan al desarrollo económico de Sudáfrica y del resto de África. El mandato se centra principalmente en los sectores de energía, agua, transporte y telecomunicaciones y, de manera secundaria, en la salud y la educación. El DBSA participa activamente en todas las fases de la cadena de valor del desarrollo de infraestructuras y desempeña un papel clave en la preparación y financiación de sus proyectos, así como en su construcción y puesta en servicio.
El objetivo último del DBSA es lograr una región próspera e integrada, eficiente en el uso de recursos y progresivamente libre de pobreza y dependencia. A través de la construcción de infraestructuras, el banco intenta mejorar la vida de las personas. También promueve el uso sostenible de recursos escasos.
La promoción de la integración regional a través de la infraestructura es clave en la agenda de crecimiento de África y el DBSA desempeña un papel integral en apoyo de este objetivo. Por ejemplo, participa activamente en programas como el Programa de Adquisición de Productores Independientes de Energía Renovable de Sudáfrica (REIPPPP por sus siglas en inglés) y el Plan de Acción Prioritario del Programa para el Desarrollo de Infraestructura en África (PIDA por sus siglas en inglés). 
Las asociaciones son un facilitador clave para el DBSA, por lo que ha establecido varias con instituciones mundiales y regionales, como el Club Internacional de Finanzas para el Desarrollo (IDFC por sus siglas en inglés), el Centro de Recursos Financieros para el Desarrollo (DFRC por sus siglas en inglés) de la SADC, la Asociación de Instituciones Africanas de Financiación del Desarrollo (AADFI por sus siglas en inglés)  y la Asociación de Inversión para el Desarrollo Sostenible (SDIP por sus siglas en inglés) del Foro Económico Mundial. 
El banco participa activamente en la gestión e implementación de fondos que apoyan la preparación y el desarrollo de proyectos de infraestructura de integración regional. Lo hace en nombre de socios nacionales e internacionales. Ejemplos de estos incluyen el Fondo de Desarrollo de Preparación de Proyectos (PPDF por sus siglas en inglés) de la SADC y el Programa de Inversión en Infraestructura para Sudáfrica (IIPSA por sus siglas en inglés), que el DBSA administra en nombre de la Unión Europea.
El DBSA se guía por una serie de políticas, acuerdos y convenios internacionales, regionales y locales en el cumplimiento de su mandato. Suscribe los objetivos y metas de las Naciones Unidas Transformar nuestro mundo: la Agenda 2030 para el Desarrollo Sostenible(Objetivos de Desarrollo Sostenible), está acreditado ante el Fondo para el Medio Ambiente Mundial y el Fondo Verde para el Clima y, de acuerdo con la COP21, apoya la innovación empresarial y la  emergente economía ecológica. 

## Proyectos
El DBSA apoya al Gobierno sudafricano en el aprovechamiento de habilidades y capacidades para acelerar la implementación de programas de infraestructura en los sectores prioritarios de educación, salud y vivienda, así como varios programas de infraestructura municipal. El DBSA colabora con la Delegación para los Funcionarios Internacionales (DFI) francesa y la Agencia Francesa para el Desarrollo (AFD) desde 1994.

### Infraestructura municipal
El DBSA brinda apoyo de planificación, financiación y construcción a municipios en sectores como agua y saneamiento, electricidad, carreteras y viviendas.
Los programas municipales apoyados incluyen el metro de Tshwane (Tshwane Rapid Transit) y la financiación de la población estudiantil de la Universidad Tecnológica de Durban (DUT).

### Infraestructura dura
Se suele entender por infraestructura dura las construcciones como carreteras, puentes, vías férreas, puertos, aeropuertos, líneas eléctricas, instalaciones de producción energética, etc. El DBSA tiene como objetivo corregir las limitaciones de capacidad y los cuellos de botella de los siguientes sectores para lograr así un mayor crecimiento económico:
- Abastecimiento de agua
- Transporte y logística
- Energía eléctrica
- Telecomunicaciones
- Combustibles líquidos (petróleo/gas)

Los proyectos anteriores incluyen el proyecto de central termoeléctrica solar !Ka Xu.

### Infraestructura social
La infraestructura social o infraestructura blanda abarca todos los elementos necesarios para mantener los estándares económicos, sanitarios, culturales y sociales de una población. El DBSA tiene como objetivo abordar los retrasos y acelerar la prestación de servicios sociales esenciales en apoyo de condiciones de vida sostenibles y una mejor calidad de vida dentro de las comunidades mediante el apoyo a la planificación, la financiación y la implementación de proyectos de infraestructura no municipales, que incluyen:
- Educación superior
- Alojamiento para estudiantes
- Apoyo a la implementación de proyectos para la construcción y mantenimiento de viviendas, escuelas e instalaciones sanitarias

Los proyectos anteriores incluyen reparaciones de emergencia y mantenimiento en instalaciones de salud en Limpopo, la alianza público-privada (APP) para la remodelación del albergue Masimong y la Iniciativa de Entrega Acelerada de Infraestructura Escolar.